# (5043) Zadornov
(5043) Zadornov es un asteroide perteneciente al cinturón de asteroides, descubierto el 19 de septiembre de 1974 por la astrónoma soviética Liudmila Chernyj desde el Observatorio Astrofísico de Crimea (República de Crimea), Rusia).

## Designación y nombre
Designado provisionalmente como 1974 SB5. Fue nombrado Zadornov en honor al comediante y escritor ruso Mijaíl Nikoláyevich Zadórnov.

## Características orbitales
Zadornov está situado a una distancia media del Sol de 3,110 ua, pudiendo alejarse hasta 3,618 ua y acercarse hasta 2,603 ua. Su excentricidad es 0,163 y la inclinación orbital 1,866 grados. Emplea 2003,93 días en completar una órbita alrededor del Sol.

## Características físicas
La magnitud absoluta de Zadornov es 12,9. Tiene 15,280 km de diámetro y su albedo se estima en 0,063. Está asignado al tipo espectral.